# Shashthi

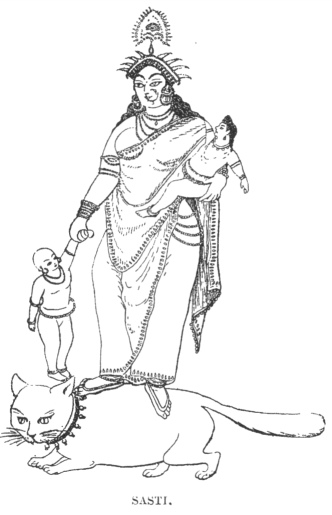
Shashthi

Shashthi (Sanskrit षष्ठी ṣaṣṭhī, wörtlich die Sechste) ist eine hinduistische Muttergottheit, die mit Skanda verbunden ist. Als Volksgottheit beschützt sie die Kinder und Mütter bei der Geburt. Sie wird hauptsächlich in Ostindien, besonders in der Region um Bengalen verehrt. Sie entspricht der buddhistischen Göttin Hariti. Shashthi wird auch als eine Göttin der Fruchtbarkeit und der Fortpflanzung angesehen, die die Menschen mit Kindern (vor allem männlichen Nachkommen) segnet und vor Fehlgeburten bewahren soll. Es wird angenommen, dass sie Neugeborene vor bösen Mächten, Krankheiten und anderem schützt. Shashthi wird hauptsächlich von den unteren Kasten, besonders von Frauen verehrt. Sie gilt als ein Aspekt der Göttin Durga, heißt auch Skandamata und wird auch von vielen (unfruchtbaren) meist verheirateten Frauen, die sich Kinder wünschen, verehrt. In der Brahma Vaivartha Purana wird Shashthi als sechster Aspekt der Parama Prakriti (universelle weibliche Energie) angesehen.
Ihre Mythen und die Form ihrer Verehrung werden in den Shashthi-Mangal-Kabyas, eigener bengalischer Literatur, aus dem 17. Jahrhundert, ausführlich beschrieben. Sie geht aber vermutlich bereits auf eine ältere orale Tradition zurück. Sie wird hauptsächlich von Frauen verehrt. War sie ursprünglich hauptsächlich malevolent (eine Entführerin, Mörderin und Verschlingerin der Neugeborenen), so wird sie heute ausschließlich als benevolente Göttin angesehen, die als Retterin und Schützerin der Kinder gilt und in jedem Haushalt als Schutzgottheit des Hauses verehrt wird.

## Ritual und Verehrung
Shashthis Verehrung findet am sechsten Tag nach der Geburt eines Kindes statt, da man glaubt, dass Kinder, die bis dahin überlebt haben, am Leben bleiben werden, sowie am sechsten Tag jeden Mondmonats des indischen Kalenders. Ihre Puja findet in Wäldern (Aranya-Shashthi) und insbesondere unter dem Kadamba-Baum statt. Opfer werden ihr mit einem traditionellen Hand-Fächer dargebracht. Frauen fasten partiell an diesem Tag und essen nur Obst. In einigen Regionen tragen Frauen auch einen Faden ums Handgelenk. Eine Katze wird zusammen mit Shashthi verehrt. Oft wird sie in Form eines runden roten Steines (Salagramastein) unter einem Banyan-Baum, eines Baumes oder eines irdenen Wassertopfes oder eines Purna Ghata, einer Wasserschale, gefüllt mit Kokosnüssen und Mangoblättern, verehrt. Der Banyam-Baum kann mit Blumen geschmückt oder mit Reis und anderen Gaben bestreut werden.
In Nordindien wird Shashthi während der Geburt, der Pubertät und der Ehe-Riten verehrt. In Odisha wird sie in der „Wochenbettkammer“ (eine Art „Ruheraum“ der Frau nach der Geburt, „Lying-in-room“) am sechsten Tag und am 21. Tag nach der Geburt des Kindes sowie an jedem nachfolgenden Geburtstag des Kindes, bis er oder sie das Alter von sechzehn Jahren erreicht, angebetet. In Bengalen werden allerlei Dinge für die Göttin platziert, so ein irdener Krug mit von einer Serviette abgedecktem Wasser, geschälter und gekochter Reis, Bananen und Süßigkeiten, Armreifen und Stücke von Gold und Silber. Die Mutter legt dort Stift und Papier auf einen Tisch, in dem Glauben, die Göttin Shashthi werde die Nacht, wenn alle schlafen, ins Haus kommen und mit unsichtbarer Tinte Glückwünsche für das Kind auf einen Zettel schreiben und es so für seinen weiteren Lebensweg segnen. Anderenorts wird ein Klumpen aus Kuhdung in rotem Tuch oder Papier mit Zinnober in die Kammer gelegt. Hier wird das Neugeborene eingeölt und festlich mit Kleidern und Ringen eingekleidet. Es folgt die Namengebungszeremonie.
Besonders populär ist an diesem Tag das Aranya-Shashthi (wörtl.: „Wald-Shashthi“). An diesem Tag wird ein Schwiegersohn in das Haus seines Schwiegervaters eingeladen und dort in traditioneller Weise begrüßt. Wenn der Schwiegersohn zusammen mit der Tochter kommt, hält die Mutter ihm einen Thali oder eine Platte hin, die Gras und fünf weitere verschiedene Früchte enthält. Die Schwiegermutter segnet ihn so, dass ihre Tochter und ihr Schwiegersohn ein perfektes Familienleben führen würden und Söhne und Töchter durch die Gnade der Shashthi-Gottheit haben werden. Dies macht sie, indem sie Gras und Körner über das Haupt ihres Schwiegersohns schüttet, was sehr günstig sein soll. Danach streicht sie ihm eine kleine Markierung, genannt Phota, mit Quark auf die Stirn uns legt einen gelben Faden, der als Shashthi-Gewinde bekannt ist, an seinem Handgelenk an. Dies ist nichts anderes als ein Ritual, um die Mutterschaft ihres Kindes zu ehren, indem man den Schwiegersohn im Haus des Schwiegervaters willkommen heißt und unterhält. Von der Schwiegermutter wird so erwartet, dass durch die Linie ihrer Tochter die Beständigkeit von Mutterschaft erhalten bleibt. Dieses Ritual wird besonders in bengalischen Familien nach den ersten Jahren der Hochzeit der Tochter, bis zur Geburt des ersten Kindes, durchgeführt. Das Fest ist mit gegenseitigen Geschenken und einem reichen Essen (hauptsächlich Fisch und Süßspeisen) mit den Lieblingsspeisen des Schwiegersohns, dem dabei die ganze Zeit zugefächert wird, im Haus der Schwiegereltern verbunden. Jedoch wird diese Praxis ohne das Andenken der realen Bedeutung dieses Rituals durchgeführt. Die Durchführung des Rituals des Aranya-Shashthi ist nichts anderes als ein Fruchtbarkeitsritual. Dieses Ritual wird auch unter dem Namen Jamai-Shashthi ausgeführt und dient dazu den Schwiegersohn (jamai) näher an die Eltern der Braut zu binden und soll sicherstellen, dass der Schwiegersohn die Tochter den Rest des Jahres mit Respekt behandelt.

## Ikonographie
Dargestellt wird Shashthi als mütterliche, oftmals stillende Göttin. Sie ist von gelber Körperfarbe und wird mit je einem Kind an der Hand und auf ihrem Arm dargestellt. Ihr Vahana ist eine schwarze Katze. Sie sitzt auf einem großen Lotus. Ihre unteren Hände halten Schwert und Schild, während ihre oberen Opferschalen halten (kalasa). Auf ihrem Kopf trägt sie eine Krone.
In der Kuschan-Zeit wird sie als zweiarmige und sechsköpfige mütterliche Göttin gezeigt. Mehrere Münzen, Skulpturen und Inschriften sind von 500 vor Christus bis 1200 nach Christus von der sechsköpfigen Shashthi produziert wurden. Dort erscheint sie neben Skanda und Vishakha. Der zentrale Kopf wird von fünf weiblichen Köpfen umgeben.

## Mythologie
Die folgenden zwei Geschichten entstammen den Shashthi-Mangal-Kabyas sowie bengalischen Volkssagen.
Einst lebte ein wohlhabender Bauer, der sieben Söhne hatte. Sie alle wurden mit netten und schönen Mädchen verheiratet. Aber die Frau des jüngsten Sohnes war sehr gierig. Sie stahl notorisch Lebensmittel und andere leckere Süßspeisen und schob es auf eine schwarze Katze. Um Rache zu nehmen, stahl die Katze alle Kinder, die die Frau gebar, und legte sie in einen Tempel für die Göttin Shashthi. Schließlich betete die Frau zu der Göttin, und ihr wurde geraten, das Bild einer Katze herzustellen und die Göttin Shashthi anzubeten, um ihre Babys wiederzubekommen.
Ein anderer weit populärerer Mythos erzählt in ähnlicher Weise:

Es lebte ein Kaufmann namens Sayabene. Seine Frau, eine Verehrerin der Göttin Shashthi, war durch die Gnade der Göttin mit sieben männlichen Nachkommen gesegnet. Alle Kinder wurden erwachsen und verheiratet. Die Frau von Sayabene vergaß die Göttin nicht und verehrte sie zusammen mit ihren sieben Schwiegertöchtern. Eines Tages passierte es, dass die Frau, nachdem sie die Opfergaben für die Göttin Shashthi vorbereitet hatte, den Raum verließ und die jüngste Schwiegertochter bat, in ihrer Abwesenheit auf das Opfer aufzupassen. Diese war aber zu diesem Zeitpunkt schwanger und konnte der Versuchung nicht widerstehen, sich etwas von der köstlichen Opfergabe, die der Göttin dargebracht werden sollte, zu nehmen. Ihre Schwiegermutter kehre zurück und war wütend über die fehlende Opfergabe. Die jüngste Schwiegertochter beschuldigte die schwarze Hauskatze für dieses Vergehen. Die schwarze Katze, das Reittier der Shashthi, hörte dies von draußen und beschloss die Tochter für die falsche Beschuldigung büßen zu lassen. In der Zwischenzeit wurde der Sohn der jüngsten Tochter geboren, und die schwarze Katze fand nun eine passende Gelegenheit für ihre Bestrafung. Sie stahl das Baby in der ersten Nacht aus seiner Wiege im Zimmer, als die Mutter schlief. Als die Mutter aufwachte, stelle sie zu ihrem Erstaunen fest, dass das Baby fehlte. Sie gebar einen männlichen Nachkommen (insgesamt sechs) nach dem anderen, und alle wurden auf dieselbe Weise gestohlen. Als die Tochter das nächste Mal Wehen verspürte, ging sie in einen nahegelegenen Wald, um dort ihren nächsten (siebten) Sohn zur Welt zu bringen. Nach dem Geburt nahm sie das Kind auf den Schoß und beschloss, die ganze Nacht wachzubleiben, mit dem Ziel, dass nicht auch dieses Kind auf dieselbe mysteriöse Weise gestohlen wird. Unglücklicherweise schlief sie doch spät in der Nacht ein, als die Katze erschien, um auch dieses Kind zu stehlen. Während die Katze das Baby im Maul hielt, als sie ein Stück ging, wachte die Mutter auf und erwischte die schwarze Katze. Sie entdeckte das schwarze Fell auf dem Boden und wurde bewusstlos. In der Zwischenzeit erreichte die Katze Shashthi Devi und erzählte ihr von dem Zwischenfall. Der Göttin tat die Frau leid und sie rügte die Katze für ihre harte Behandlung der jüngsten Schwiegertochter.

Nun nahm die Göttin die Gestalt einer alten Frau an und erschien vor der jungen Schwiegertochter, die inzwischen ihr Bewusstsein wiedererlangt hatte und erzählte ihr, dass sie, dadurch, dass sie die schwarze Katze schlecht behandelte und ihr den fehlenden Teil für das Opfer der Shashthi, dass ihre Schwiegermutter vorbereitet hatte, zuschob und sie damit bloßstellte, sie jetzt als Strafe ihrer Söhne beraubt wird. Darüber hinaus zeigte sie keinen Respekt gegenüber der Göttin Shashthi, der Beschützerin und Gewährerin von Kindern. Die jüngste Schwiegertochter verstand nun, dass die alte Frau niemand anderes als die Göttin Shashthi in Verkleidung war. So flehte sie die Göttin um Verzeihung für ihr Fehlverhalten an und die Göttin vergab ihr. Die jüngste Tochter erlangte ihre sieben Söhne durch die Gnade der Göttin wieder zurück und kehrte mit den Kindern nach Hause zurück. Von da an wurde die jüngste Schwiegertochter eine strenge Verehrerin der Göttin Shashthi.
Dieser Mythos verdeutlicht Shashthis Stellung als Göttin für das Wohlergehen der Kinder und Beschützerin der Mütter vor allen Widrigkeiten. Insbesondere Frauen sollen vermeiden, der (schwarzen) Katze, ihrem Vahana (heiligem Tier) Schaden zuzufügen, da dies den Zorn der Göttin erregt.